# Anthony Pym
Anthony David Pym (* 1956 in Perth) ist ein australischer Sprachwissenschaftler und Soziologe, der besonders für seine Arbeit in der Übersetzungswissenschaft bekannt ist. Er ist Professor für Übersetzung und Interkulturelle Studien an der Universitat Rovira i Virgili in Tarragona (Spanien).

## Biographie
Anthony Pym wurde 1956 in Perth, der Hauptstadt des australischen Bundesstaates Western Australia, geboren.
Nach dem Besuch des Wesley College in Perth studierte er an der Murdoch-Universität (ebenfalls in Perth), wo er 1981 seinen Bachelorabschluss (BA. Hons) in vergleichender Literaturwissenschaft machte. Zwischen 1983 und 1984 war Pym Frank-Knox-Stipendiat am Institut für vergleichende Literaturwissenschaft der Harvard-Universität in Cambridge (USA). Seinen Doktortitel in Soziologie erlangte er 1985 am École des Hautes Études en Sciences Sociales (Abk. EHESS) in Paris. An der Georg-August-Universität Göttingen betrieb er von 1992 bis 1994 als Post-Doktorand Forschung auf dem Gebiet der Übersetzungsgeschichte. Noch im selben Jahr hielt er eine Reihe Seminare über ethisches Verhalten und Übersetzung am Collège international de philosophie in Paris, die 2012 überarbeitet und in englischer Sprache in einem Buch zusammengefasst wurden.
Seit 1994 ist er Professor für Übersetzung und Interkulturelle Studien an der Rovira i Virgili Universität in Tarragona.

## Weitere Funktionen und Mitgliedschaften
Neben seiner Professorentätigkeit ist Pym außerdem  Verantwortlicher für die Intercultural Studies Group. Diese Forschungsgruppe der Universität in Tarragona untersucht die Verständigung zwischen verschiedenen Kulturen mit besonderem Augenmerk auf neue Technologien. Darüber hinaus koordiniert er das Doktorandenprogramm für Übersetzung und Interkulturelle Studien der Universität.
Von 2010 bis 2016 war er Präsident der European Society for Translation Studies (Europäische Gesellschaft für Translationswissenschaft), kurz ETS. Des Weiteren war Anthony Pym von 2006 bis 2015 Gastwissenschaftler am Monterey Institute of International Studies in Kalifornien und seit 2011 außerordentlicher Professor an der Universität Stellenbosch in Südafrika. Er ist außerdem Partner des Institució Catalana de Recerca i Estudis Avançats (Katalanisches Institut für Forschung und höhere Studien).

## Ansatz und Forschung
Pym verfolgt bei seinen Untersuchungen von Sprachmittlung und interkulturellen Beziehungen einen soziologischen Ansatz. Anstatt Übersetzung als bloße linguistische Handlung zu definieren, geht Pym davon aus, dass Übersetzung maßgeblich zur Bildung und Umgestaltung interkultureller Beziehungen beiträgt und fordert eine Betrachtungsweise, die über die reine Definition und Untersuchung sprachlicher Äquivalente hinausgeht. Indem er den Fokus verstärkt auf den Übersetzer als handelnden Menschen und weniger auf Texte legte, vollzog er als einer der ersten einen Perspektivenwechsel in der Betrachtung von Translation.
Einer seiner aktuelleren Forschungsschwerpunkte liegt auf der Untersuchung des Zusammenhangs zwischen dem steigenden Bedarf an Übersetzungen und zunehmender Globalisierung.

## Veröffentlichungen (Auswahl)
- Risk Management in Translation. Cambridge: Cambridge University Press, 2025.
- How to Augment Language Skills. Generative AI and Machine Translation in Language Learning and Translator Training, mit Yu Hao. London und New York: Routledge, 2025.
- On Translator Ethics. Principles for mediation between cultures. Amsterdam und Philadelphia: John Benjamins 2012. Übersetzung und Neufassung von Pour une éthique du traducteur. (1997).
- Exploring Translation Theories. London und New York: Routledge 2010.
- Beyond Descriptive Translation Studies. Investigations in homage to Gideon Toury. Mit Miriam Shlesinger, Daniel Simeoni (Hrsg.). Amsterdam und Philadelphia: Benjamins 2008.
- Sociocultural Aspects of Translating and Interpreting. Mit Miriam Shlesinger, Zuzana Jettmarová (Hrsg.). Amsterdam und Philadelphia: Benjamins 2006.
- The Moving Text. Localization, Translation, and Distribution. Amsterdam und Philadelphia: Benjamins 2004.
- Negotiating the Frontier. Translators and Intercultures in Hispanic History. Manchester: St Jerome Publishing 2000.
- Method in Translation History. Manchester: St Jerome Publishing 1998.
- Translation and Text Transfer. An Essay on the Principles of Intercultural Communication. Frankfurt/Main: Peter Lang, 1992. Überarbeitete Auflage: Tarragona: Intercultural Studies Group, 2010.